# Lucky Luke (série télévisée d'animation, 1991)
Cet article concerne la série télévisée d'animation de 1991. Pour la série télévisée d'animation de 1983, voir Lucky Luke.
Pour les articles homonymes, voir Lucky Luke (homonymie).
Lucky Luke (1983) Les Nouvelles Aventures de Lucky Luke
Lucky Luke est une série télévisée d'animation française en 26 épisodes de 25 minutes, créée d'après la bande dessinée éponyme de Morris, produite par les studios IDDH et diffusée à partir du 15 septembre 1991 sur FR3.

## Synopsis
La série adapte certaines aventures issues de la série d'albums belges Lucky Luke.

## Fiche technique
- Titre original : Lucky Luke
- Réalisation : Philippe Landrot, Morris
- Scénario : Philippe Landrot, Alain de Lannoy, Xavier Fauche, Jean Leturgie, Elisabeth Bazerli et Gilberte Goscinny, d'après la bande dessinée Lucky Luke de Morris, René Goscinny, Xavier Fauche, Jean Léturgie et Lo Hartog van Banda
- Story-boards : Philippe Landrot, Christian Lignan, Pierre Watrin et Alain de Lannoy
- Décors : Bernard Fiévé
- Musique : Claude Bolling
- Producteur exécutif : Bruno-René Huchez
- Producteur délégué : Hélène Fatou
- Société de production : Dargaud Films, IDDH[1], FR3
- Pays d'origine : France
- Genre : Aventure, western, comédie

## Production

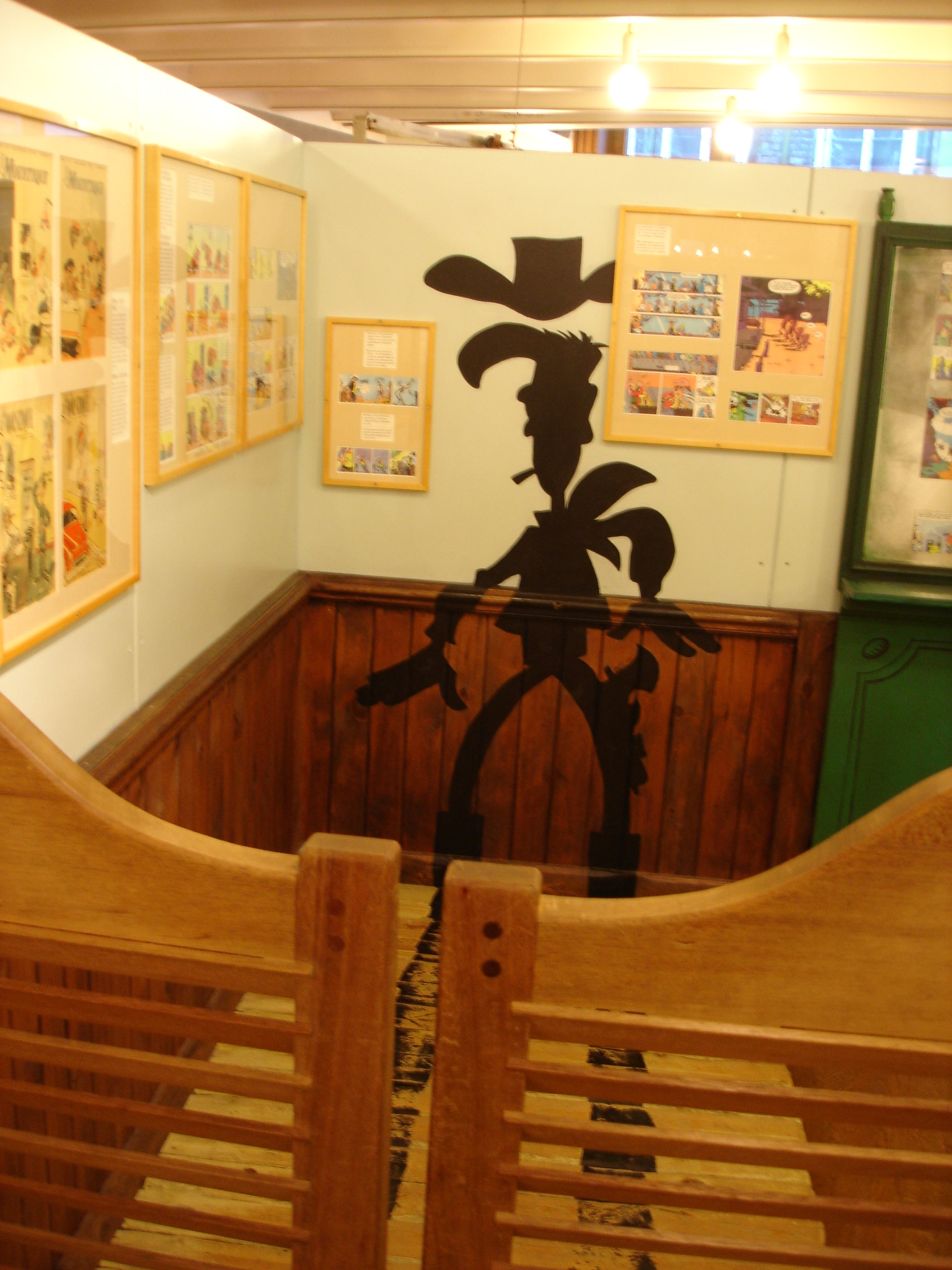
L'ombre de Lucky Luke est toujours présente dans le générique de début.

Huit ans après la première série Lucky Luke, sa seconde série télévisée arrive sur les écrans français. Elle ne bénéficie pas d'une diffusion en accès prime-time (19 h 55) et obtient un créneau de diffusion le dimanche après-midi. L'horaire de diffusion et le peu de couverture médiatique (contrairement à la première série) peuvent en partie expliquer son relatif anonymat. De son côté, à la suite de l'échec de la première série sur les chaînes de télévision américaines, Hanna-Barbera refuse de produire la deuxième série. Dargaud confie alors le projet à IDDH, une société audiovisuelle située à Angoulême,. Morris fait les model sheets, Philippe Landrot réalise le générique de fin (lui qui est déjà l'auteur du générique du début depuis la première série). Ce dernier ainsi que les scénaristes de la série en albums (Xavier Fauche, Jean Léturgie, Lo Hartog van Banda) assurent l'adaptation validée par Morris et Gilberte Goscinny.
Cette série se compose d'épisodes issus d'albums non adaptés dans la première série, (Le Juge, Tortillas pour les Dalton, La Ville fantôme, etc.) et de courtes histoires auxquelles on a ajouté de la matière scénaristique inédite (L'Alibi, Passage dangereux et La Bataille du riz). Un épisode fait même converger deux courts récits différents (Défi à Lucky Luke et L'Égal de Wyatt Earp). Côté distribution vocale, Jacques Thébault retrouve le rôle de Lucky Luke comme dans la série précédente, tandis que Pierre Tornade assure une dernière fois le rôle d'Averell Dalton qu'il avait jusqu'alors assuré pour chaque adaptation animée. Le reste du casting a toutefois été entièrement renouvelé et de nombreux personnages récurrents changent de voix tout au long de la série (même Pierre Tornade se verra remplacé par un autre comédien imitant sa voix pour la courte réplique d'Averell dans Fingers), parfois au sein d'un même épisode. Claude Bolling assure le générique instrumental du début et réalise quelques virgules musicales. Il réutilise également ses propres musiques issues des deux premiers longs métrages du cinéma.
Du fait du départ de Hanna-Barbera de la production, Lucky Luke se retrouve, dans cette série, libéré de toutes les contraintes imposées par la télévision américaine pour la première série. Les minorités ethniques sont de retour, replacées dans leur contexte historique. Du même coup, on retrouve entre les personnages le même équilibre que dans les albums : Jolly Jumper et Rantanplan interviennent beaucoup plus rarement. Cependant, Lucky Luke ne refume toujours pas (seule une allusion à son passé de fumeur est présente dans l'épisode L'Alibi).
L'ordre officiel des épisodes présente certaines incohérences notamment concernant les personnages censés être rencontrés pour la première fois par Lucky Luke lors de l'épisode Canyon Apache, alors qu'il les connaît déjà dans Le Colporteur. En France, la série est diffusée pur la première fois le 15 septembre 1991 sur FR3, puis rediffusée sur cette même chaîne le 7 juin 1992. Au Québec, elle a été diffusée à partir du 1er décembre 1993 sur la chaîne Super Écran.
Dix ans après la création de cette deuxième série, une troisième apparaît sous le titre Les Nouvelles Aventures de Lucky Luke produite par la société Xilam en 2001. La voix de Lucky Luke sera alors attribuée à Antoine de Caunes.

## Distribution
- Jacques Thébault : Lucky Luke
- Bernard Demory : Jolly Jumper, Rantanplan, Pete L'Indécis, Bill Le Tricheur, Omer Marshmallow, Horace Greely, Jonathan, Arthur Caille, Fingers
- Patrice Baudrier : Joe Dalton, Bad Ticket, colonel Mc Straggle, Ted Ballast, Elliot Belt, Tea Spoon, William Jarrett, colonel O'Nolan (épisode 12), Patronimo (épisode 14), Pat Poker, Bad Ticket, J.J.J.J.Jr, Bill Sparrow, Rattlesnake Joe, Adolphe Caille, Bart
- Michel Tugot-Doris : William Dalton (voix de remplacement), Jack le Muscle, Emilio Espuelas, W.H. Russel, Handy O'Toole, Badlot, Baby Crumbs, Fenweek, Jupiter, Pedro Cucaracha, Zilch, Milton
- Olivier Hémon : Jack Dalton, Hank Bully, Denver Miles, Flood, Joe L'Indien, Patronimo (épisode 12), Ours Assoiffé, Texas Killer, Grison
- Pierre Tornade : Averell Dalton, Bronco Fortworth
- Henri Labussière : Mathias Bones, Powell, Jerry Grindstone, le juge Roy Bean, colonel O'Nolan (épisode 14), J. S. Chester, Sam Pinball
- Françoise Blanchard : Coyotito, Miss Jingle, Pipo, Gladys, Edna
- Jean Tolzac : Chien Jaune, Joss Jamon, Oggie Svenson, Alfonsino, Erasmus Mulligan, Tchong Yen Li
- Gilles Biot : Colorado Bill, La Chique, Zip Kilroy
- Pascale Jacquemont : La diva Graziella, Jenny
- Emmanuel Karsen : Jolly Jumper (épisode 8)

## Épisodes
1. La Ville Fantôme
2. Le Juge
3. L'Évasion des Dalton
4. Le 20e de cavalerie
5. Lucky Luke contre Joss Jamon
6. Nitroglycérine
7. Tortillas pour les Dalton
8. Le Pony Express
9. Chasseur de primes
10. La Fiancée de Lucky Luke
11. Sarah Bernhardt (Prima donna)
12. Le Colporteur
13. Défi à Lucky Luke
14. Canyon Apache
15. L'Héritage de Rantanplan
16. Le Daily Star
17. Les Cousins Dalton
18. Les Dalton courent toujours
19. Lucky Luke contre Pat Poker
20. L'Alibi
21. Alerte aux Pieds-Bleus
22. Le Bandit manchot
23. Western Circus
24. Fingers
25. Passage dangereux
26. La Bataille du riz

## VHS et DVD
La série sort sous format cassette vidéo dans les années 1990 et est distribuée par Citel Vidéo. L'intégrale de la série sorti aussi sous format DVD 5 volumes en octobre 2010 toujours chez Citel. Les épisodes sont dans le désordre : Fingers (épisodes 24, 26, 1, 2, 4), L'Héritage de Rantanplan (épisodes 15, 17, 9, 11, 6, 3), Western Circus (épisodes 23, 25, 5, 16, 18), Le Bandit manchot (épisodes 22, 21, 13, 7, 14), et La Fiancée de Lucky Luke (épisodes 10, 12, 8, 19, 20).